# ジェンティ・エイキロン
ジェンティ・エイキロン (Genty Akylone、ジェンティ・アキロン) は、フランスの自動車メーカーであるジェンティ・オートモービル社が製造・販売予定のスーパーカーである。

## 概要
販売開始時期や価格は未定だが、限定で15台だけが製造・販売される予定だという。エンジンは、4.8LのV8エンジンをツインターボで過給した物を搭載し、最高速度が220mph (約354km/h) 、最高出力が1,000馬力オーバー、0 - 100km/h加速が2.7秒という、驚異的な能力を誇る。また、300km/hまでは僅かに14秒で達するとされる。